# Блангкон

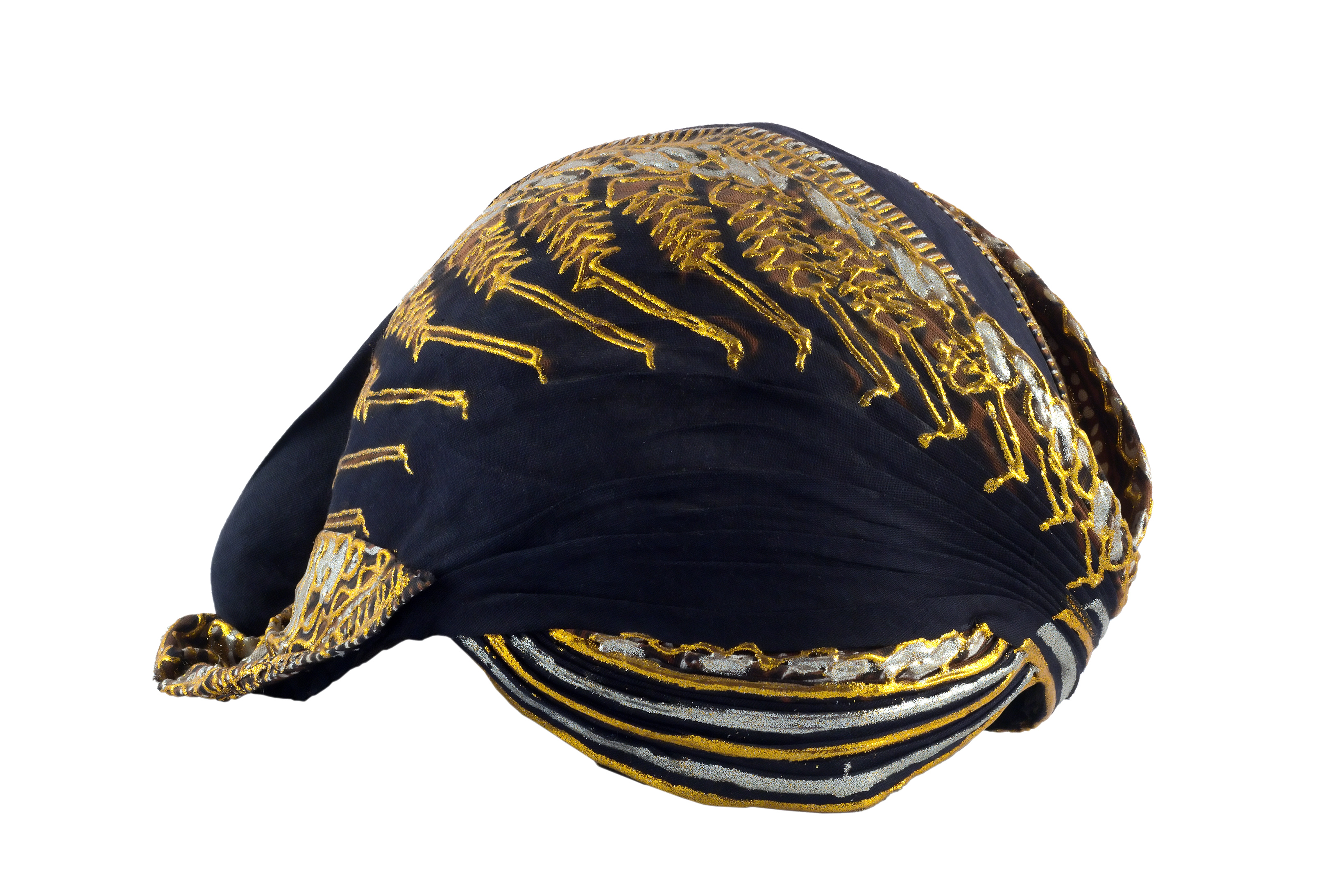
Блангкон из Джокьякарты

Блангкон (яв. ꦧ꧀ꦭꦁꦏꦺꦴꦤ꧀ blangkon; индон. belangkon) — мужская шапочка у яванцев из аккуратно переплетённых полосок батика, плотно облегающая голову.
Происхождение связывают с именем культурного героя Явы Аджи Сака. Он победил владевшего Явой великана Батару Ченгкара, набросив на остров гигантский головной убор блангкон.
Считается также, что на форму блангкона мог оказать влияние тюрбан гуджаратских торговцев, от которых был заимствован ислам. В зависимости от формы различают четыре вида блангкона: джокьякартский, суракартский, кебу и баньюмасский (по названию местности, где они распространены: Джокьякарта, Суракарта, Кебу и Баньюмас — все на Центральной Яве).